# جيمس كورتيس هيبورن

هيبورن في نصب تذكاري في جامعة ميجي اليابانية.

جيمس كورتيس هيبورن (بالإنجليزية: James Curtis Hepburn)‏ ، من مواليد 13 مارس 1815م، وتوفي بتاريخ 21 سبتمبر عام 1911م، وهو قسيس أمريكي ينتمي لطائفة البروتستانت، وكان جيمس هو أول من ابتكر ترجمة الأصوات اليابانية بكتابة الأحرف اللاتينية، وكانت الأثر الأكبر في تعزيز العلاقة الأمريكية اليابانية.

## وصلات خارجية
- جيمس كورتيس هيبورن على موقع الموسوعة البريطانية (الإنجليزية)

- History of Meiji Gakuin University
- Hepburn Christian Fellowship

(باليابانية)